# Coniogramme taibeiensis
Coniogramme taibeiensis là một loài dương xỉ trong họ Pteridaceae. Loài này được Ching mô tả khoa học đầu tiên năm 1981.
Danh pháp khoa học của loài này chưa được làm sáng tỏ. 